# Opolski Festiwal Skoków 2007
II Opolski Festiwal Skoków – 2. edycja zawodów lekkoatletycznych, która odbyła się 21 września 2007 roku na Stadionie Gwardia w Opolu. Zawodnicy brali udział w konkurencji skoku wzwyż.

## Wyniki
| Konkurencja         | 1. miejsce         | Wynik  | 2. miejsce      | Wynik  | 3. miejsce      | Wynik  |
| Skok wzwyż mężczyzn | Sylwester Bednarek | 2,22 m | Grzegorz Sposób | 2,22 m | Peter Horák     | 2,18 m |
| Skok wzwyż kobiet   | Kamila Stepaniuk   | 1,90 m | Urszula Domel   | 1,80 m | Karolina Błażej | 1,80 m |